# Conrad le marin
Conrad le marin (Conrad the Sailor) est un cartoon réalisé par Chuck Jones, sorti en 1942.
Il met en scène Daffy Duck.